# 西町 (久留米市)

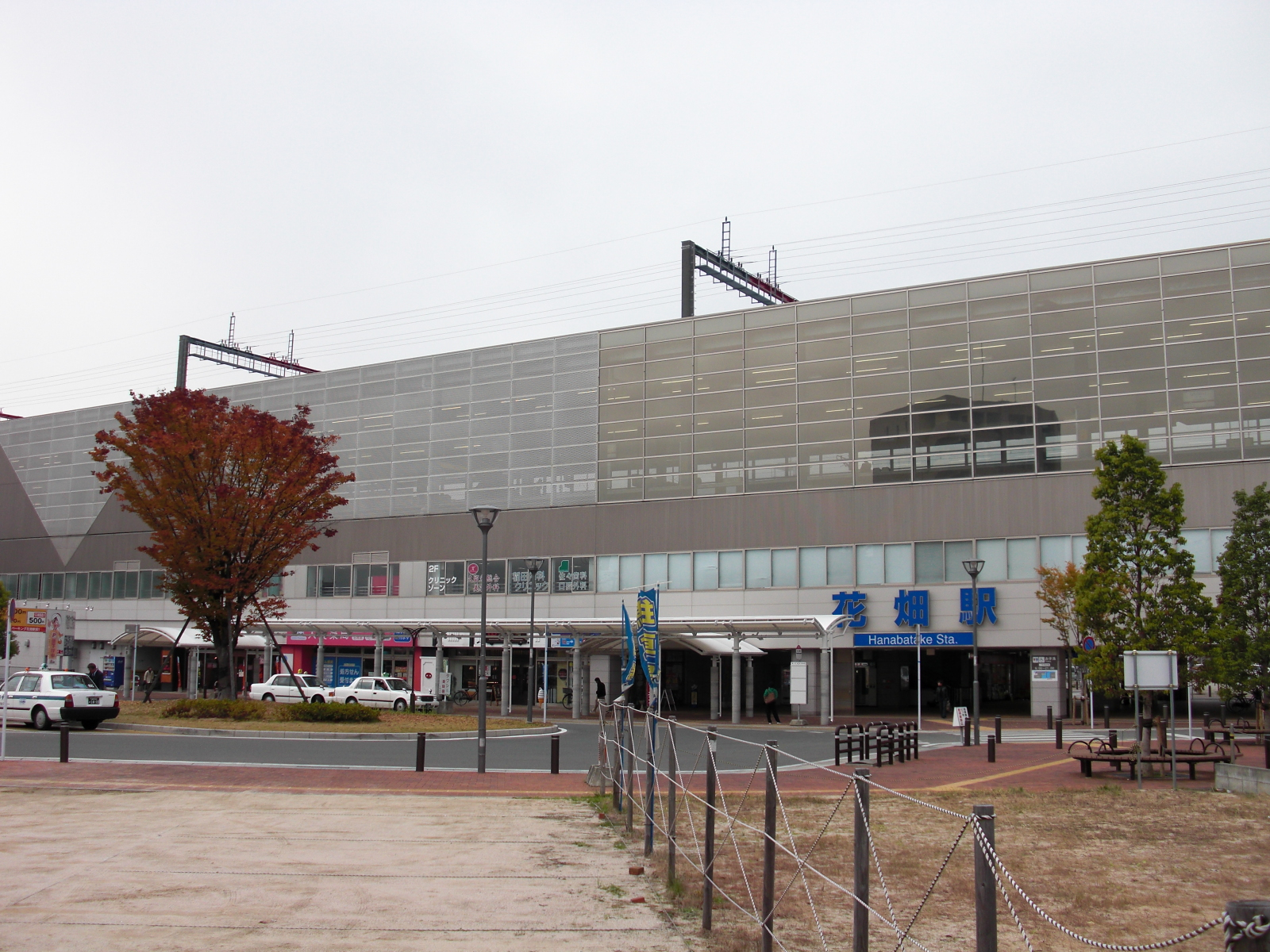
地区の中核に位置する花畑駅

西町（にしまち）は、福岡県久留米市の中央部の町名。住居表示未実施区域。
本項では、2010年に当地域から分割された花畑（はなばたけ）についても記述する。こちらは住居表示実施済み区域であり、花畑一丁目～三丁目が設置されている。

## 概要
県道758号線の広又交差点から西町交差点までの区間を中心に広がる南北に長い区域で、ほぼ全域が住宅地となっており、区域の中央を筑後川の支流である金丸川が東西に流れる。また、市の中心である西鉄久留米駅にほど近い上、久留米市の市制施行時からの市域であったため、住宅数が多く、区域内を走る2本の県道以外の道路はほとんどが非常に狭く、道路が複雑に入り組んでいる。
戦前は隣接する南町地区に陸軍関連の施設が多数あったことから、現在の花畑地域には飲み屋街や遊郭などといった場所も多く存在したが、宅地化の進行で往時の姿はほとんど留めていない。現在はちょんの間が少数残る程度である。
以前は区域内に中心と言える場所は特に存在していなかったが、2005年（平成17年）に花畑駅周辺の再開発事業によって、西鉄天神大牟田線花畑駅の高架化や、花畑駅・花畑交差点を中心とした再開発・区画整理、また道路の再整備や金丸川に掛かる橋の架替が行われた。後に2010年11月27日から花畑駅周辺区域のみ住居表示が実施されて「花畑」という独立した行政区分に変更された。

## 名称の由来
- 「西町」は、市町村制施行前の村名である西久留米村（三井郡）から。
- 「花畑」は、旧久留米藩家老の稲次家別邸にあった花畑に由来する小字から。

## 交通
鉄道
- 西日本鉄道（西鉄） - 花畑駅（西鉄天神大牟田線）
- 九州旅客鉄道（JR九州） - 久留米高校前駅（久大本線）

バス
町域内のバス停のみ記載。花畑バス停は花畑駅東側ロータリー内。
- 西鉄バス久留米 - 西町線（6番）、西牟田線（55番）、福島線（32番）
  - （西鉄久留米方面） - 花畑北 - 花畑 - 鞍打 - 久留米高校前 - 西町 - （南町・津福今町方面）
- 西鉄バス久留米 - 福島線（30番）
  - （花畑北 - 花畑 - ）六軒屋 - （八女方面）

道路
- 福岡県道753号一丁田久留米停車場線
- 福岡県道755号安武本国分線（学園通り）
- 福岡県道758号藤田日吉町線

## 主な公共施設
県道753号線沿い
- 花畑病院
- キリスト教会

県道755号線沿い
- 迎賓館
- 市営十二軒屋団地

県道758号線沿い
- 花畑駅
- 久留米高校前駅
- 堀川病院
- 福岡県立久留米高等学校
- 老人保健施設サンダイヤル
- サンセレモ祭礼センター
- 県営西町団地